# Genealogy
Genealogy is een Armeense supergroep.

## Geschiedenis
Op 11 februari 2015 werd bekendgemaakt dat de Armenië op het Eurovisiesongfestival 2015 vertegenwoordigd zou worden door de groep Genealogy. De groep bestaat uit zes verschillende soloartiesten, allen afkomstig van een ander continent (Europa, Amerika, Azië, Australië, Afrika), maar allen met Armeense wortels. De vijf groepsleden symboliseren de vijf bloemblaadjes van een vergeet-mij-nietje. De families van deze groepsleden zijn rond het jaar 1915 vanuit Armenië over de wereld verspreid. Deze bloemblaadjes worden bij elkaar gehouden dankzij het zesde groepslid, dat uit Armenië zelf komt. De groep haalde op het festival de finale en bereikte daarin de 16de plaats.
Op 16 februari 2015 werd Essaï Altounian bekendgemaakt als eerste groepslid. Deze Frans-Armeense zanger zal het continent Europa vertegenwoordigen in de groep.
Op 20 februari 2015 werd het tweede groepslid bekendgemaakt. De Amerikaans-Armeense zangeres Tamar Kaprelian zal het continent Amerika vertegenwoordigen in de groep.
Het derde groepslid, bekendgemaakt op 23 februari 2015, is de Ethiopische zanger Vahe Tilbian. Hij vertegenwoordigt het continent Afrika in de groep.
De Japans-Amerikaanse zangeres Stephanie Topalian, met Armeense roots, zal het continent Azië vertegenwoordigen in de groep. Haar deelname in de groep werd bekendgemaakt op 27 februari 2015.
De vertegenwoordigster voor het Australische continent is de Amerikaans-Australisch-Griekse zangeres Mary-Jean O'Doherty Vasmatzian, die ook over Armeense roots beschikt. Mary-Jean werd bekendgemaakt als lid op 3 maart 2015.
Op 12 maart werd het zesde en laatste groepslid bekendgemaakt, dit was de Armeense Inga Arshakyan, die in 2009 ook al deelnam aan het songfestival samen met haar zus Anush. Ze zong toen het nummer Jan jan. Het nummer Don't deny werd ook op deze dag bekendgemaakt.
Dinsdag 17 maart werd bekendgemaakt dat de titel van het nummer Don't deny veranderd is in de titel Face the shadow op verzoek van de organisatie.
2006: André · 
2007: Hayko · 
2008: Sirusho · 
2009: Inga & Anush · 
2010: Eva Rivas · 
2011: Emmy · 
2013: Dorians · 
2014: Aram MP3 ·
2015: Genealogy ·
2016: Iveta Mukuchian ·
2017: Artsvik ·
2018: Sevak Chanagian · 
2019: Srbuk · 
2022: Rosa Linn · 
2023: Brunette · 
2024: Ladaniva · 
2025: Parg